# Pristaulacus barbeyi
Pristaulacus barbeyi är en stekelart som först beskrevs av Charles Ferrière 1933.  Pristaulacus barbeyi ingår i släktet Pristaulacus och familjen vedlarvsteklar. Inga underarter finns listade i Catalogue of Life.